# Typophyllum curtum
Typophyllum curtum är en insektsart som beskrevs av Vignon 1926. Typophyllum curtum ingår i släktet Typophyllum och familjen vårtbitare. Inga underarter finns listade i Catalogue of Life.